# Résolution au sol
Pour les articles homonymes, voir GSD.
En télédétection, la résolution au sol (en anglais, ground sample distance, GSD) dans une photo numérique (comme dans une orthophoto) de la Terre - prise à partir de l'air, ou à partir de l'espace - est la distance entre les centres de pixels, mesurée sur le terrain. Par exemple, dans une image d'un mètre de GSD, les pixels adjacents de l'image sont à des emplacements à une distance de 1 mètre sur le terrain. La GSD est une mesure de limitation de la résolution de l'image (en), c'est-à-dire, la limitation due à l'échantillonnage.
La GSD est aussi appelée, en anglais, le ground-projected sample interval (GSI) ou le ground-projected instantaneous field of view (GIFOV).